# 免渡河

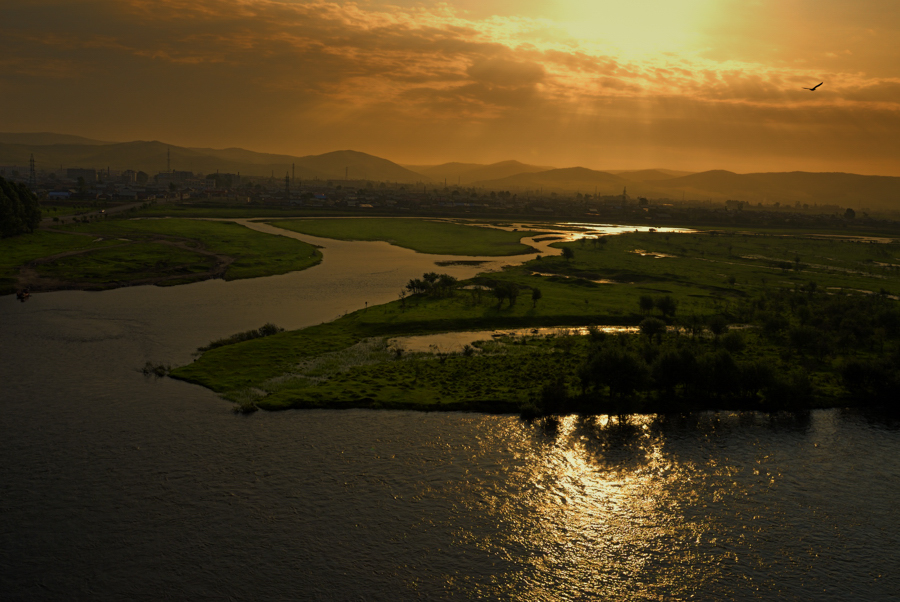
免渡河镇附近河段。

免渡河或门都克依河，位于中國内蒙古自治区牙克石市南部，是海拉尔河左岸支流，发源于乌奴耳镇以南大兴安岭北麓牛房山，蜿蜒向西北流经乌奴耳镇、免渡河镇及牙克石市区东郊，于市区以北莫拐农场附近汇入海拉尔河。河长194千米，流域面积6704平方千米，河道比降1.9‰，年均径流量8.669亿立方米。流域内森林密布，覆盖率达60%以上。